# Élections législatives de 2007 dans l'Ariège
Les élections législatives françaises de 2007 se déroulent les 10 et 17 juin 2007. Dans le département de l'Ariège, deux députés sont à élire dans le cadre de deux circonscriptions. 

## Élus
| Circonscription | Député sortant     | Parti | Parti | Député élu ou réélu | Parti | Parti |
| --------------- | ------------------ | ----- | ----- | ------------------- | ----- | ----- |
| 1re             | Augustin Bonrepaux |       | PS    | Frédérique Massat   |       | PS    |
| 2e              | Henri Nayrou       |       | PS    | Henri Nayrou        |       | PS    |

## Résultats

### Résultats à l'échelle du département
| Parti                                      | Parti                               | Premier tour | Premier tour | Second tour | Second tour | Sièges |
| Parti                                      | Parti                               | Voix         | %            | Voix        | %           | Sièges |
| ------------------------------------------ | ----------------------------------- | ------------ | ------------ | ----------- | ----------- | ------ |
|                                            | Parti socialiste                    | 31 820       | 43,81        | 44 928      | 63,36       | 2      |
|                                            | Parti communiste français           | 4 444        | 6,12         |             |             | 0      |
|                                            | Les Verts                           | 2 402        | 3,31         | 0           |             |        |
|                                            | Gauche parlementaire                | 38 666       | 53,23        | 44 928      | 63,36       | 2      |
|                                            |                                     |              |              |             |             |        |
|                                            | Union pour un mouvement populaire   | 20 120       | 27,70        | 25 977      | 36,64       | 0      |
|                                            | Mouvement pour la France            | 1 242        | 1,71         |             |             | 0      |
|                                            | Divers droite                       | 301          | 0,41         | 0           |             |        |
|                                            | Majorité présidentielle             | 21 663       | 29,82        | 25 977      | 36,64       | 0      |
|                                            |                                     |              |              |             |             |        |
|                                            | UDF–Mouvement démocrate             | 4 097        | 5,64         |             |             | 0      |
|                                            | Front national                      | 2 181        | 3,00         | 0           |             |        |
|                                            | Extrême gauche dont LCR, LO et PT   | 2 927        | 4,03         | 0           |             |        |
|                                            | Chasse, pêche, nature et traditions | 1 743        | 2,40         | 0           |             |        |
|                                            | Divers                              | 792          | 1,09         | 0           |             |        |
|                                            | Mouvement national républicain      | 325          | 0,45         | 0           |             |        |
|                                            | Génération écologie                 | 244          | 0,34         | 0           |             |        |
|                                            |                                     |              |              |             |             |        |
| Inscrits                                   | Inscrits                            | 114 285      | 100,00       | 114 269     | 100,00      | 2      |
| Abstentions                                | Abstentions                         | 39 619       | 34,67        | 40 090      | 35,08       |        |
| Votants                                    | Votants                             | 74 666       | 65,33        | 74 179      | 64,92       |        |
| Blancs et nuls                             | Blancs et nuls                      | 2 028        | 2,72         | 3 274       | 4,41        |        |
| Exprimés                                   | Exprimés                            | 72 638       | 97,28        | 70 905      | 95,59       |        |
| Source : Ministère de l'Intérieur - Ariège |                                     |              |              |             |             |        |

### Résultats par circonscription

#### Première circonscription (Foix)
| Candidat       | Candidat               | Parti          | Premier tour | Premier tour | Second tour | Second tour |  |
| Candidat       | Candidat               | Parti          | Voix         | %            | Voix        | %           |  |
| -------------- | ---------------------- | -------------- | ------------ | ------------ | ----------- | ----------- |  |
|                | Frédérique Massat élue | PS             | 15 823       | 44,66        | 22 236      | 65,91       |  |
|                | Jacqueline Rouge       | UMP            | 8 614        | 24,31        | 11 500      | 34,09       |  |
|                | Lyliane Cassan         | PCF            | 2 419        | 6,83         |             |             |  |
|                | Patrick Pont           | UDF–MoDem      | 2 311        | 6,52         |             |             |  |
|                | Denis Seel             | LCR            | 1 274        | 3,6          |             |             |  |
|                | Marc Saracino          | Les Verts      | 1 174        | 3,31         |             |             |  |
|                | Jean-Luc Fernandez     | CPNT           | 1 098        | 3,1          |             |             |  |
|                | Josette Zammit         | FN             | 948          | 2,68         |             |             |  |
|                | José Serrano           | MPF            | 752          | 2,12         |             |             |  |
|                | Sylvie Grizon          | Divers         | 446          | 1,26         |             |             |  |
|                | Didier Soulet          | LO             | 243          | 0,69         |             |             |  |
|                | Thierry Cuviller       | MNR            | 168          | 0,47         |             |             |  |
|                | Véronique Bucaille     | NC             | 163          | 0,46         |             |             |  |
|                |                        |                |              |              |             |             |  |
| Inscrits       | Inscrits               | Inscrits       | 56 045       | 100,00       | 56 035      | 100,00      |  |
| Abstentions    | Abstentions            | Abstentions    | 19 551       | 34,88        | 20 502      | 36,59       |  |
| Votants        | Votants                | Votants        | 36 494       | 65,12        | 35 533      | 63,41       |  |
| Blancs et nuls | Blancs et nuls         | Blancs et nuls | 1 061        | 2,91         | 1 797       | 5,06        |  |
| Exprimés       | Exprimés               | Exprimés       | 35 433       | 97,09        | 33 736      | 94,94       |  |

#### Deuxième circonscription (Pamiers)
| Candidat       | Candidat                   | Parti          | Premier tour | Premier tour | Second tour | Second tour |  |
| Candidat       | Candidat                   | Parti          | Voix         | %            | Voix        | %           |  |
| -------------- | -------------------------- | -------------- | ------------ | ------------ | ----------- | ----------- |  |
|                | Henri Nayrou sortant réélu | PS             | 15 997       | 43           | 22 692      | 61,05       |  |
|                | Philippe Calléja           | UMP            | 11 506       | 30,93        | 14 477      | 38,95       |  |
|                | Michel Naudy               | GU             | 2 025        | 5,44         |             |             |  |
|                | Caroline Couve             | UDF–MoDem      | 1 786        | 4,8          |             |             |  |
|                | Thérèse Aliot              | FN             | 1 233        | 3,31         |             |             |  |
|                | Françoise Matricon         | Les Verts      | 1 228        | 3,3          |             |             |  |
|                | Marie-Angèle Claret        | LCR            | 1 084        | 2,91         |             |             |  |
|                | Marie-José Darde           | CPNT           | 645          | 1,73         |             |             |  |
|                | Chantal Clamer             | MPF            | 490          | 1,32         |             |             |  |
|                | Véronique Rios-Rebaud      | Divers         | 346          | 0,93         |             |             |  |
|                | Raymond Chaumont           | GÉ             | 244          | 0,66         |             |             |  |
|                | Jacqueline Santi           | LO             | 221          | 0,59         |             |             |  |
|                | Pascale Decla              | MNR            | 157          | 0,42         |             |             |  |
|                | Françoise Hocquard         | NC             | 138          | 0,37         |             |             |  |
|                | Pierre Guéguen             | PT             | 105          | 0,28         |             |             |  |
|                |                            |                |              |              |             |             |  |
| Inscrits       | Inscrits                   | Inscrits       | 58 240       | 100,00       | 58 234      | 100,00      |  |
| Abstentions    | Abstentions                | Abstentions    | 20 068       | 34,46        | 19 588      | 33,64       |  |
| Votants        | Votants                    | Votants        | 38 172       | 65,54        | 38 646      | 66,36       |  |
| Blancs et nuls | Blancs et nuls             | Blancs et nuls | 967          | 2,53         | 1 477       | 3,82        |  |
| Exprimés       | Exprimés                   | Exprimés       | 37 205       | 97,47        | 37 169      | 96,18       |  |